# 防城杜鹃
防城杜鹃（学名：Rhododendron fangchengense）为杜鹃花科杜鹃花属下的一个种。

## 扩展阅读
維基物種上的相關：防城杜鹃